# Bitva u Wantu
Bitva u Wantu proběhla 13. července 2008 v afghánské provincii Núristán.
Brzy ráno ve 4:00 místního času podniklo přibližně 200 mudžáhidů koordinovaný útok z několika směrů na rozestavěnou americkou základnu Kahler a pozorovací stanoviště Top Side poblíž vesnice Want v údolí Waygal. Povstalecká palba z vesnice a okolních kopců brzy vyřadila z boje vozidla HMMWV a i minomet ráže 120 mm, povstalci se probojovali až k ochranným pískovým valům základny. Ve 4:29 zahájila dělostřelecká četa z Blessingu palbu do okolí perimetru základny, celkem vypálila téměř stovku tříštivo-trhavých granátů ráže 155 mm, palba z houfnic však nebyla příliš účinná. O půl hodiny později se nad bojištěm objevil bombardér B-1B Lancer a následně i dva bitevní vrtulníky AH-64 Apache a letadla F-15E Strike Eagle a A-10 Thunderbolt II. Obránci základny začali získávat převahu a s příchodem posil s vozidly HMMWV bojová činnost nepřátel utichla.
Tři dny po bitvě 16. července vydal generálmajor J. Schlosser rozkaz ke stažení amerických jednotek ze základny Kahler a z celého údolí Waygal. Protikoaliční bojovníci tak dosáhli velkého strategického vítězství, ačkoliv utrpěli v bitvě velké ztráty.